# Arquibaldo de Grailly
Arquibaldo I de Grailly foi visconde de Benauges e de Castilhon, casado com Isabel de Castelbo, condessa de Foix, Viscondessa de Castelbo, e viscondessa de Béarn, entre outros títulos. Isabel sucedeu a seu irmão Mateus I, falecido em agosto de 1398 sem sucessão, e associou a seu esposo ao governo.
Arquibaldo favorecia ao rei da Inglaterra e ao de Navarra contra o da França. Foix estava sob soberania feudal do rei da França, Castelbo do rei de Aragão, e Béarn era totalmente soberano. Então o rei opôs-se à sucessão e forças reais ocuparam Mazeres e Severdun no condado de Foix, e dois filhos do conde permaneceram como reféns. Concluiu-se uma trégua e Isabel e Arquimbaldo, sucessivamente, ofereceram suas homenagens ao rei, a quem, após a segunda visita (a do marido) aceitou, libertando a seus dois reféns, quem, junto com seu pai, juraram solenemente fidelidade ao rei em 2 de março de 1402. Dez anos depois Arquimbaldo incluso foi nomeado capitão-general de Languedoc
Arquibaldo e Isabel tiveram 5 filhos:
- João I, sucessor no condado de Foix e os viscondados de Castelbo e Béarn, e conde de Bigorra.
- Arquimbaldo I senhor de Navalhas, casado com Sancha Gimenez de Cabrera, que por sua filha Isabel deram origem à dinastia de Caramani, viscondes de Caramani e senhores de Navalhas e São Félix.
- Mateus I conde de Cominges por seu casamento com Margarida I de Cominges.
- Gastão, conde de Benauges, senhor de Grailly, visconde de Catilhon e senhor de Curson, que casou com Margarida de Albret dando origem ao ramo de Condes de Candale.
- Pedro, o bispo de Cominges, Tarbes, Lescars, Albano, e cardeal e arcebispo de Arlés

Morreu em 1413.
Títulos:
- Visconde de Benauges
- Visconde de Castilhon
- Senhor de Grailly
- Senhor de Gurson
- Conde de Lavaux
- Conde de Longueville
- Senhor de Fleix
- Senhor de Put-Paulin
- Senhor de Santa Cruz de Villagrand
- Senhor de Rolle
- Senhor de Langon
- Senhor de Castelnau
- Senhor de Melle
- Senhor de Bachevele
- Senhor de Cadillac
- Senhor de l'Isle
- Senhor de San Jorge
- Senhor de La Trayne
- Senhor de Pomiers
- Senhor de Podensac
- Senhor de Hausos
- Captal de Buch

Antecessor: em Benauges, Castilhon, Grailly, Gurson, Felix, Puy-Paulin, Santa Cruz de Villagrand e Langon Pedro II de Grailly
Sucessor: em Foix, Castelbo, Béarn João I de Foix, nas demais posse Gastão de Grailly